# Charles Berlet
 (février 2023).
- Si vous ne connaissez pas le sujet, laissez ce bandeau (vous pouvez alors contacter les auteurs).
- Si vous supprimez le contenu mis en cause (vous pouvez préalablement contacter les auteurs),

argumentez précisément cette suppression dans la page de discussion
(un manque de référence n'est pas un argument ; une recherche réelle de référence doit avoir été effectuée, être formellement documentée).
Charles Berlet, né le 22 juillet 1878 à Nancy (Meurthe-et-Moselle) et mort le 13 avril 1941 à Réméréville (Meurthe-et-Moselle), est un militant royaliste lorrain et un écrivain régionaliste français.

## Biographie
Charles François Victor Berlet suit des études de droit à Nancy - où il fonde une revue littéraire, Le Chardon, en 1897 -, puis à Paris (1900-1902), où il fréquente la Fédération régionaliste française. Licencié en droit, avocat, il s'inscrit au barreau de Nancy en 1902. Il est l'un des fondateurs l'année suivante de l'Union régionaliste lorraine, dont il est le secrétaire général de 1904 à 1910,. Il organise un congrès régionaliste en 1909. Collaborateur de la revue de Charles Sadoul, Le Pays lorrain, fondée en 1904, il est l'un des animateurs d'une académie, le Couarail. Il obtient son doctorat en droit en 1913, avec une thèse soutenue à la Faculté de Nancy sur les tendances unitaires et provincialistes en France à la fin du XVIIIe siècle.
Il est élu conseiller d'arrondissement de Nancy-Ouest en 1910 comme « progressiste libéral », candidat de la Fédération républicaine. Lieutenant de réserve, il préside la société de tir de Réméréville. Il est mobilisé lors de la "Grande Guerre", est plusieurs fois blessé, et est démobilisé en 1918, comme capitaine d'état-major à la 165e division, sept fois cité. Il est décoré de la croix de guerre et nommé chevalier de la Légion d'honneur en 1919. Du fait de la mort en 1914 de ses deux frères, il hérite du domaine familial de la Gaye à Réméréville, une petite commune à l'est de Nancy dont il raconte le martyre lors d'une permission et dont il devient le maire après la guerre, jusqu'à son décès. Commandant de réserve, il préside la section des anciens combattants (affilée à l'AMC) de Réméréville.
Catholique pratiquant, il préside l'Union catholique de Réméréville avant la condamnation pontificale de l'Action française en 1926. Son épouse collabore avant 1926 à l'une des plus anciennes œuvres du diocèse de Nancy, l'Œuvre diocésaine des bibliothèques cantonales, fondée en 1847, dont le vice-président de 1921 à 1927 est le vicomte Yves du Fou, président de l'Action française en Lorraine jusqu'en 1927 et fondateur de la section nancéienne de la ligue royaliste.
Il adhère à l'Action française en 1925 - « quand il vit les promesses de la victoire chèrement acquise se flétrir » -, devient le président de la section de Nancy (jusqu'en 1928), l'un des vice-présidents puis le président de la Fédération de Meurthe-et-Moselle et de la Fédération de Lorraine d'Action française, de janvier 1927 à la dissolution de la ligue en février 1936. Il est aussi le cofondateur en 1927 et le directeur politique du périodique royaliste nancéien le Courrier de Lorraine, devenu Courrier de Lorraine et de Franche-Comté (1931-1939), ainsi que le délégué local puis le secrétaire général pour la Lorraine des Compagnons de Jeanne d'Arc. Il préside également l'antenne nancéienne des anciens combattants royalistes (Association Marius Plateau). Il est jugé en correctionnelle à Metz en février 1936 pour complicité de coups, alors qu'il présidait une réunion royaliste, en mars 1935 à Château-Salins, au cours de laquelle un Camelot du Roi avait donné un coup de poing à un contradicteur ayant crié « Vive la République! ». Il est acquitté, son défenseur Adrien Sadoul ayant plaidé « le juste droit de répression » du service d'ordre d'une réunion privée.
Il est après la dissolution de la ligue d'Action française en 1936 vice-président du Cercle Jacques Bainville, fondé à Nancy. Annoncé à l'été 1936, sa réunion inaugurale n'a lieu qu'en décembre . Le cercle est présidé par un royaliste d'AF, le colonel en retraite Dodun des Perrières, avec lequel Berlet milite pour diffuser la doctrine de l'AF.
Proche du Rassemblement national lorrain (RNL) fondé à l'été 1936 pour combattre le Front populaire, il intègre son comité directeur en 1938. Il organise et préside en janvier 1938 à Nancy une réunion royaliste à laquelle participe Charles Maurras ainsi que des représentants du RNL, du Front lorrain, du Parti populaire français (PPF), du PNRS et de la Fédération républicaine. Des dirigeants du RNL et du PPF assistent à un meeting du cercle Bainville, avec Charles Trochu. En mars 1939, il reçoit Maurras, avec Adrien Sadoul et Me Bertin, lors d'un banquet.
Il est membre-associé (1919), membre titulaire (janvier 1927), secrétaire annuel (1927 et 1935), vice-président (1936-37) puis président en 1937-1938 de l'Académie de Stanislas à Nancy.
Il est le père d'Henry Berlet, avocat, avoué à la Cour, membre de l'Académie de Stanislas, et cousin du député et sénateur Edmond Berlet. Une rue de Réméréville porte son nom,.

## Œuvres
- Les tendances unitaires et provincialistes en France à la fin du XVIIIe siècle (la division des provinces en départements), Thèse pour le doctorat, Nancy, Impr. réunies, 1913, 280 p.
- Les provinces au XVIIIe siècle et leur division en départements : essai sur la formation de l'unité française, Paris, Bloud et Cie, 1913, 580 p.
- Un village lorrain pendant les mois d'août et septembre 1914 : Réméréville, Paris, Bloud et Gay, 1916, 59 p. (Lire en ligne)
- Un ami de Barrès : Stanislas de Guaita, Paris, Bernard Grasset, 1936, 95 p.
- Les journées révolutionnaires : la révolte de la garnison de Nancy en 1790, Nancy, Impr. de Bailly et Wettstein, 1944  préface de Jean Godfrin[33] (lire en ligne)